# Cymothoe aurora
Cymothoe aurora är en fjärilsart som beskrevs av Heinrich Neustetter 1952. Cymothoe aurora ingår i släktet Cymothoe och familjen praktfjärilar. Inga underarter finns listade i Catalogue of Life.